# Antypasat
Antypasat – umiarkowanie ciepły, stały prąd powietrza o kierunku zachodnim, wiejący w strefie równikowej na wysokości 2000-3000 metrów, transportujący gorące powietrze od równika w kierunku zwrotników, gdzie na skutek obrotowego ruchu Ziemi zmienia kierunek na wschodni i spływa w dół, po czym jako pasat wraca w kierunku równika.